# Teguajinal
Teguajinal är en ort i Honduras.   Den ligger i departementet Departamento de Yoro, i den centrala delen av landet, 160 km norr om huvudstaden Tegucigalpa. Teguajinal ligger 904 meter över havet och antalet invånare är 1 117.
Terrängen runt Teguajinal är huvudsakligen kuperad, men österut är den bergig. Teguajinal ligger uppe på en höjd. Runt Teguajinal är det glesbefolkat, med 19 invånare per kvadratkilometer. Närmaste större samhälle är Esquipulas del Norte, 10,3 km sydost om Teguajinal. 